# صحنه مهتابی (منو ببوس)
«صحنهٔ مهتابی (منو ببوس)» (به انگلیسی: Moonlit Floor (Kiss Me)) ترانه‌ای از رپر و خوانندهٔ تایلندی لیسا می‌باشد که در ۴ اکتبر سال ۲۰۲۴ از سوی لود و آرسی‌ای رکوردز به‌عنوان سومین تک‌آهنگ از خود دیگر (۲۰۲۵) منتشر گردید.